# Ong Teng Cheong
Ong Teng Cheong (chiń. 王鼎昌; pinyin Wáng Dǐngchāng; pe̍h-ōe-jī Ông Tíng-chhiong  (ur. 22 stycznia 1936 w Singapurze, zm. 8 lutego 2002, tamże) – singapurski architekt i polityk, minister, wicepremier oraz prezydent Singapuru w latach 1993–1999.

## Życiorys
Urodził się 22 stycznia 1936 w Singapurze w rodzinie chińskiej. Miał brata i trzy siostry. Ukończył The Chinese High School.
Z wykształcenia był architektem, w 1961 zdobył tytuł bakałarza na Uniwersytecie w Adelajdzie. Następnie pracował najpierw w Australii, potem w Singapurze, zaś w 1967 ukończył studia z tytułem Master of Civic Design na University of Liverpool. Początkowo pracował w administracji publicznej, by następnie w latach 1971-1975 prowadzić własną działalność.

### Kariera polityczna
Swoją karierę polityczną związał Ong Teng Cheong z Partią Akcji Ludowej.
OD 1972 przez dwadzieścia jeden lat bez przerwy był parlamentarzystą, wygrywał wybory kolejno w 1972, 1976, 1980, 1984 i 1988. Od 1975 pełnił funkcję sekretarza stanu w ministerstwie komunikacji. W latach 1980–1983 był ministrem komunikacji i pracy, zaś od 1983 ministrem bez teki. W latach 1985–1990 był wicepremierem w rządzie Lee Kuan Yewa, zaś od 1990 do 1993 pełnił tę samą funkcję w rządzie Goh Chok Tonga.

### Prezydent Singapuru
Był pierwszym prezydentem Singapuru wyłonionym w wyborach. Sprawował urząd prezydenta od 1 września 1993, kiedy to zastąpił na stanowisku Wee Kima Wee do 1 września 1999.  Nie kandydował na drugą kadencję ze względów zdrowotnych. Jego następcą został S.R. Nathan.
Zdaniem Terry’ego Xu pozostał w pamięci Singapurczyków jako prezydent najbardziej związany z ludźmi, ze społeczeństwem.

### Po prezydenturze
W 1999 zmarła na raka Ling Siew May – żona Ong Teng Cheonga. On sam zmarł 8 lutego 2002 w wyniku chłoniaka.

## Życie prywatne
Ong Teng Cheong w 1963 ożenił się z Ling Siew May (1937–1999). Mieli dwóch synów:  Tze Guana i Tze Boona.

## Upamiętnienie
Od 2002 na Narodowym Uniwersytecie Singapuru przyznawane jest nagroda jego pamięci: The Ong Teng Cheong Professorship in Music, w postaci rocznej profesury. Jej laureatami byli do tej pory m.in.: Leon Fleisher, András Schiff, Barry Tuckwell, Claus Peter Flor.